# Хролы (Харьковская область)
Хролы́ (укр. Хроли; ранее — Фроловы (хутора), Фролы́, Хроли́) — село в Пономаренковском сельском совете Харьковского района Харьковской области Украины.
Код КОАТУУ — 6325183009. Население по переписи 2001 года составляет 2687 (1233/1454 м/ж) человек.

## Географическое положение
Село Хролы́ находится на двух берегах реки Студенок, ниже по течению на расстоянии в 5 км расположен посёлок городского типа Безлюдовка, на противоположном берегу — сёла Боровое и Лелюки. На реке имеется небольшая запруда.

## Происхождение названия
В некоторых старинных документах село называют Фролы. Названо по фамилии Хроль, которую имеют жители данного населённого пункта.

## История
- Село впервые упоминается в 1782 году. Изначальное название - хутор Студенецкий[8].
- В 1940 году, перед ВОВ, в селе Хролы, находившемся на левом берегу реки Студенок, были 36 дворов;[9] на хуторе Затейный, располагавшемся на правом берегу Студенка — 17 дворов.[10]
- На карте РККА Донбасса 1943 года село обозначено как «Хлоры».[11]
- В ..? году центр сельсовета был перенесён из села Пономаренки[12] в Хролы при оставлении прежнего названия сельсовета — Пономаренковский.
- Административный центр ликвидированного в 2020 году Пономаренковского сельского совета находился в Хрола́х по адресу: 62480, Харьковская обл., Харьковский р-н, село Хролы, ул. Зорянская, 15.

## Экономика
- Птицефабрика «Заря».
- Харьковский лечебно-трудовой профилакторий (до 2009 года), в 2009—2011 Харьковская исправительная колония № 140, в 2011 году реорганизована в Хролевской исправительный центр.

## Религия
- Православный храм УПЦ МП во имя иконы Божией Матери «Всецарица».

Престольный праздник — 31 августа.

## Объекты социальной сферы
- Школа.
- Ясли-сад.

## Улицы Хролов
- Зорянская улица (продолжается в Лелюках).
- Новосёлов улица.
- Олимпийская улица.
- Полевая улица.
- Садовая улица.